# ヒンメルシュタット

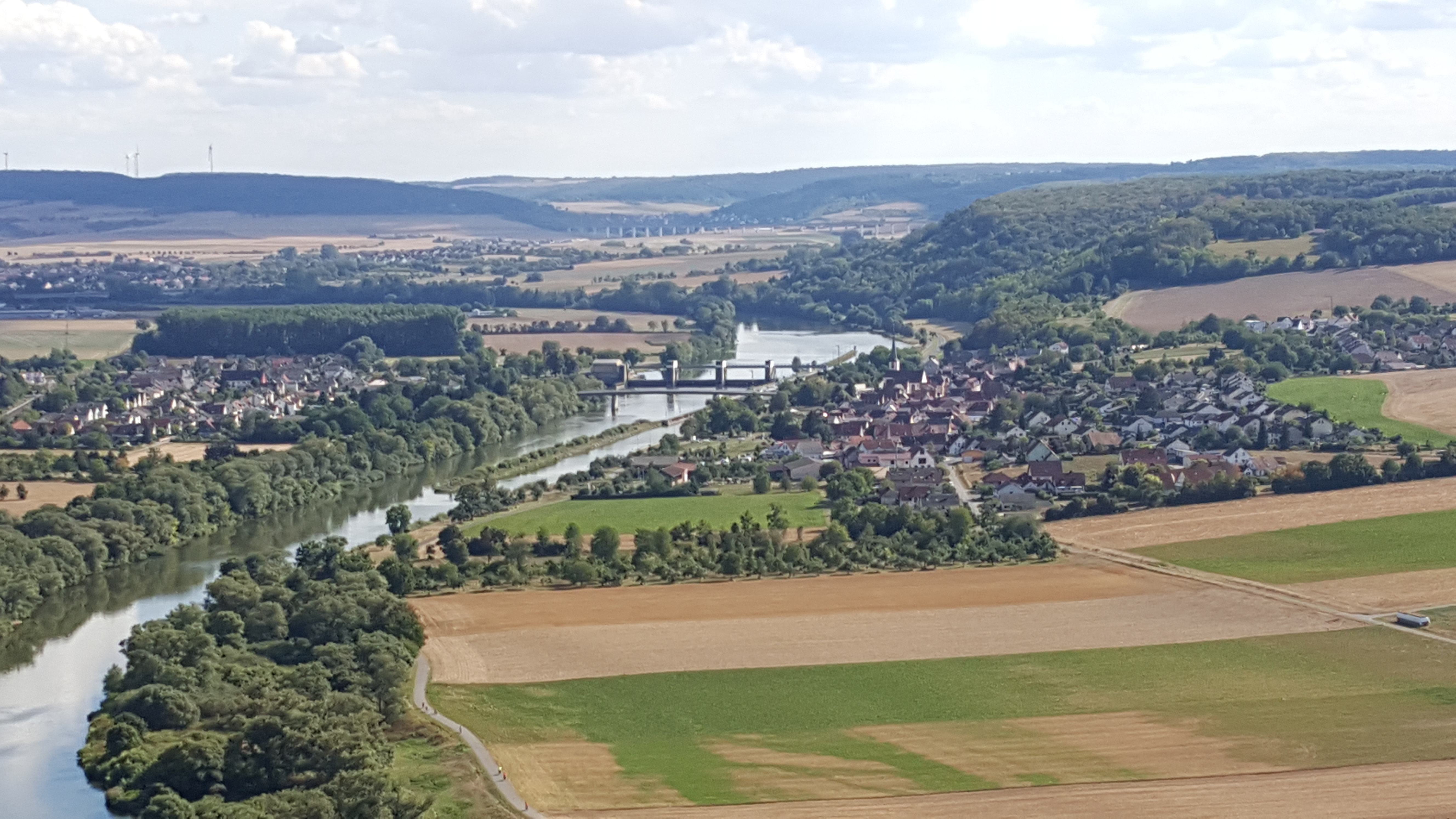
ヒンメルシュタット

ヒンメルシュタット (ドイツ語: Himmelstadt) は、ドイツ連邦共和国バイエルン州ウンターフランケン行政管区のマイン＝シュペッサルト郡に属す町村（以下、本項では便宜上「町」と記述する）である。行政機関は同名の首邑に置かれている。
「ヒンメル」（ドイツ語で「天空」を意味する）という地名にちなんで、この町は1986年からドイツポストと共同で「クリスマス郵便局ヒンメルシュタット」を運営している。

## 地理

### 位置
ヒンメルシュタットはマイン川沿い、マインフランケン平地のマインドライエックに面している。ヒンメルシュタットの町域はマイン川両岸に広がっている。マイン川の左岸は広いヒンメルシュタットの森、右岸はヒンメルシュタットのブドウ畑である。
町域面積は 1,341 ha である。このうち 12.3 % が住宅地および交通用地、37.1 % が農業用地で、44.2 % (594 ha) が森林である（2018年12月31日現在）。

### 地質学
約2億4000万年前、シュペッサルト山地とオーデンヴァルトによって堰き止められた三畳紀の湖がマインフランケン地方を覆っていた。この湖から流出した水が徐々にマインフィアエックの形に谷をえぐった。湖が最後に決壊したのは約1億8000万年前であった。この間の6000万年間にムシェルカルク（貝類の石灰質）が堆積した。これがヒンメルシュタット周辺の高い岩山の地形を造り出した。マイン川は町域内をほぼ北向きに流れ、ラウデンバッハでシュテッテナー・ベルクの急な斜面によって北西に向きを変える。マイン川の右岸側は急な斜面であるが、左岸側は分厚い砂岩、礫、黄土からなる緩やかなスロープである。

### 隣接する市町村
|  | カールシュタット |            |
|  |                  | テュンゲン |
|  | ツェリンゲン     |            |

- いずれもマイン＝シュペッサルト郡に属す。

### 気候
ヒンメルシュタットは、海洋性気候と大陸性気候の移行部に位置し、大陸性気候の度合いがやや強い気候である。この地域は、夏は暑く乾燥し、冬は寒いことが特徴であるが、ヒンメルシュタットはマイン川に面していることから雪は降らないことが多い。
ファイツヘーヒハイムの州立機関の研究は、この地域の気候データを以下のように報告している。
- 霧のないグローイング・シーズン: 160 - 190日
- 日照時間: 1600 - 1750時間
- 年間平均気温 8.5 - 9.0℃（上昇傾向にある）
- 降水量: 500 - 600 mm

最寄りの測候所はアルンシュタイン＝ミューデスハイムにある。

## 地名

### 語源
この町の元々の名称は、創始者の名前 Immina と古高ドイツ語の stat からなっていた。13世紀に地名の前半が himel と新たな解釈が加えられた。ラテン語の接尾語 Caliporta（天国の門）にも同じ解釈が見られる。

### 古い表記
この町は、様々な古地図や史料に以下のような表記で記されている。
| - 840年 „Immestat“ - 1103年 „Himminstat“ - 1164年 „Himmenstat“ - 1172年 „Hymenstat“ - 1182年 „Himmistat“ | - 1223年 „Himilstat“ - 1230年 „Himelstat“ - 1262年 „Hiemelstat“ - 1335年 „Himmelstat“ - 1800年 „Himmelstadt“ |

## 歴史
線帯文土器文化、ハルシュタット文化、ラ・テーヌ文化の遺跡が示すように、ヒンメルシュタット地域は新石器時代から定住がなされていた。
メロヴィング朝にはこの集落はフランケン公ヘタン2世の所有となっていた。彼の娘インミナは、700年頃に生まれ、彼と兄弟が亡くなった後遺産を引き継いだが、修道院生活を送った。ピピン王は存命中に多くの所領を彼女に贈ったが、公領の残りはヴュルツブルク司教領に移された。寄贈の詳細な経緯や関連した所領について、歴史家たちは統一した見解に達していない。
町の創設者インミナの死後、753年にヴュルツブルク司教ブルクハルトに移譲された。その名前はかつてのブルクハルトシュトゥール宮殿に見られる。
820年、この集落は Himminestat という表記でフルダ修道院への寄進文書に初めて記録された。
840年にこの町の所有者が替わった。皇帝ルートヴィヒ敬虔帝がフランケン伯ベルンハルトにこの村を贈った。
1231年、ヒンメルシュタットに司教ヘルマン1世フォン・ロプデブルクによってシトー会ヒンメルスプフォルテン修道院が設立された。この修道院は、絶え間ない紛争や騎士ヘロルト・フォン・ツェリンゲンの略奪により、1253年にヒンメルシュタットからヴュルツブルク近郊のヒンメルスプフォルテンに移転した。
1291年、ヒンメルシュタットで初めてブドウ畑が文献に記録された。
1610年にペストが蔓延し、12か月で189人（人口の 47 % にあたる）が犠牲となった。
1614年、聖ヤーコブス教会が、司教領主ユリウス・エヒター臨席の下、聖別された。
ヒンメルシュタットは三十年戦争の間にたびたび進軍する軍隊によって略奪され、破壊された。
1795年、教会の主祭壇が製作された。
1803年、フランケン帝国クライスに属していた修道院の所領が世俗化され、バイエルン公領となった。修道院の森は邦有林とされ、耕作地や修道院の建物は住民に売却された。
1805年のプレスブルクの和約により、この地域は、トスカーナ大公フェルディナントが創設したヴュルツブルク大公国領となった。
バイエルンの行政改革に伴う1818年の自治体令により現在の自治体が形成された。
1899年、鉄道の駅が開設された。
1907年、駅の近くに鋼鉄製のマイン川の橋が開通し、ブドウ畑と町との間がつながれた。
1924年、マイン川右岸に最初の住居が建設された。この「ジートルング」（直訳: 入植地）には、1951年までに31軒が建設された。
1934年から1940年にマイン川の堰と閘門が拡充された。
1945年3月28日、国防軍の命令により、橋が爆破された。橋は1949年に再建された。
1954年、TSV ヒンメルシュタットの体育館が完成した。
1965年、急速に成長する町に対応するために聖インミナ記念教会が建設された。聖ヤーコブス教会は閉鎖された。
1974年、新しい町役場が完成した。
1978年、ツェリンゲン行政共同体（ツェリンゲン、レッツバッハ、ドゥッテンブルン、レッツシュタット、テュンゲンが参加）が発足した。
1981年、橋が近代的なプレストレスト・コンクリート橋に架け替えられた。
1982年、多目的ホールが完成し、それまでの体育館は取り壊された。
1984年、鉄道ヴュルツブルク - ゲミュンデン線のアンダーパスが完成した。
1989年、町域が連邦道 B27号線に接続した。
1994年にブドウ畑の礼拝堂「マリア・アン・デア・ケルター」が、1997年に基礎課程学校の新校舎が完成した。
2000年、ユリウス＝エヒター教会保存支援協会の主導下で行われていた長年にわたる修復工事の後、聖ヤーコブス教会の再献堂式が開催された。
2010年、聖インミナ記念教会は世俗化され、取り壊された。
2012年、旧インミナ記念教会の基礎壁の上に、新たなインミナ教区センターが建設された。

## 住民

### 人口推移
1988年から2018年までの間にこの町の人口は1,598人から1,581人へ、17人、約 1.1 % 減少した。

## 行政
この町はツェリンゲン行政共同体に加盟している。

### 議会
ヒンメルシュタットの町議会は、12議席からなる。

### 首長
ヘルベルト・ヘンメルマン (CSU) は2018年11月19日に町長に選出された。前任者のグントラム・ゲールジッツ (CSU/Freie Bürgerliste) は、2018年7月12日に亡くなった。かつての町長ハラルト・フューラー (CSU/Freie Bürgerliste) には、2016年に「アルトビュルガーマイスター」（直訳: 老町長）の称号が贈られた。

### 紋章
図柄: 銀地に青い波帯。その上は、3輪に枝分かれした赤いバラの枝。下は赤い HP のモノグラム。
この集落は、840年にヴュルツブルク聖堂参事会の所領となり、1803年の旧帝国の終焉までヴュルツブルク司教領の支配下にあった。銀と赤の配色はこの長い帰属関係を表している。HPのモノグラムは、1231年に司教領主ヘルマン・フォン・ロプデブルク（1225年 - 1254年）によってヒンメルシュタットの町域内に設立され、その治世中の125年にヴュルツブルク近郊に移転したシトー会ヒンメルスプフォルテン修道院の徴である。かつての修道院領を示す境界石にもこのモノグラムが刻まれている。バラの枝は、修道院の印章に用いられていた意匠で、シトー会の聖母のモチーフである。青い波帯はマイン川両岸に位置するこの町の地理的立地を示している。

## 文化と見所

### 建築文化財
保護文化財リストによれば、町の中心部には18の保護建築文化財があり、11の保護されたビルトシュトック（路傍の聖人像）がある。

### 地学・埋蔵文化財
2018年に地球物理学的調査が行われ、旧ヒンメルスプフォルテン修道院やブルクハルトシュトゥール城の跡地の場所や状態が特定された。調査研究は完了していない。
ヒンメルシュタット町内には、線帯文土器文化、ハルシュタット文化、ラ・テーヌ文化の集落跡や出土品発掘現場が数多くあり、ヒンメルシュタットの森には先史時代の墳丘墓が存在する。

### 教会
- 聖ヤーコブス教会

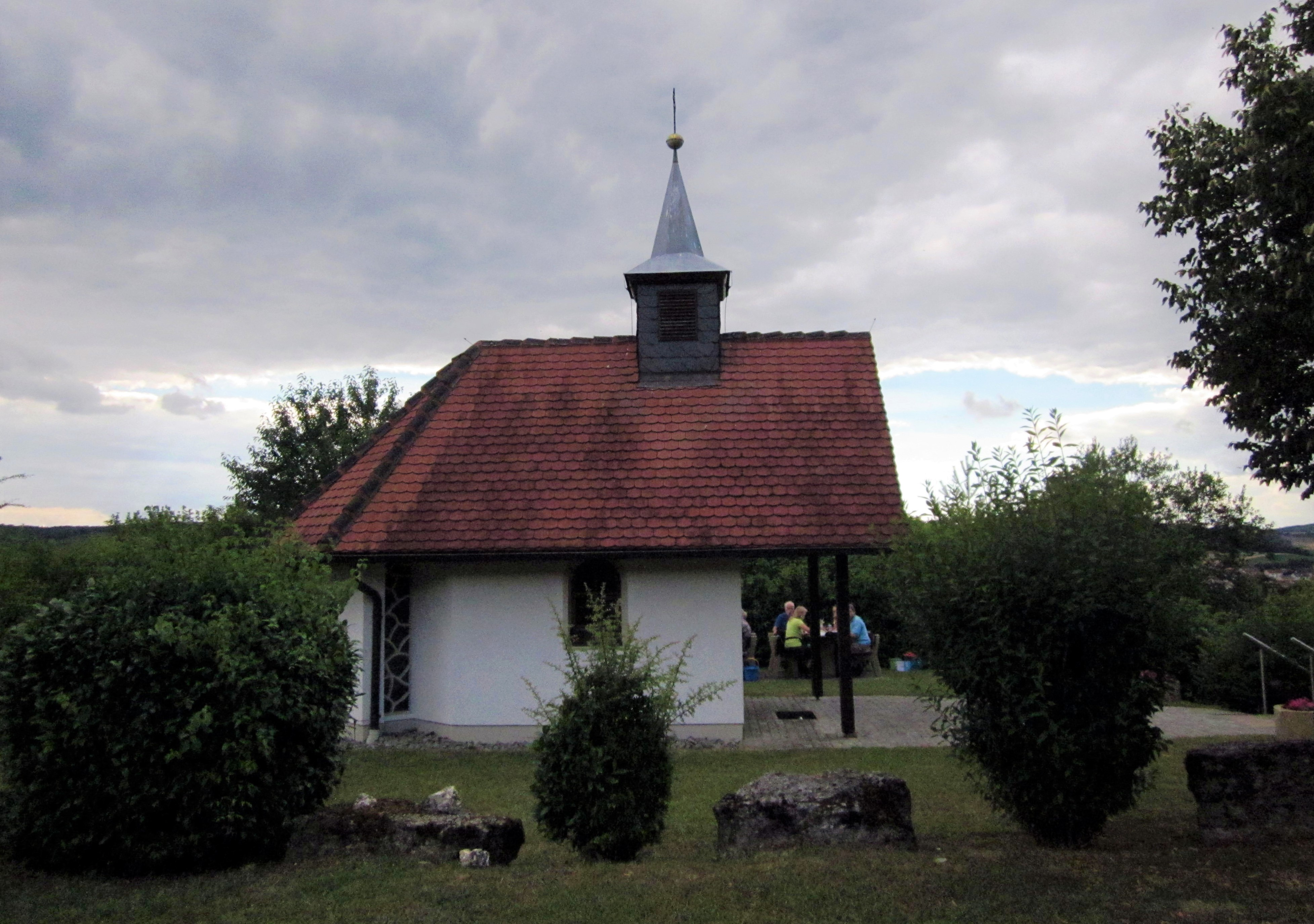
マリア・アン・デア・ケルター礼拝堂

  - 1613年に建設されたユリウス＝エヒター教会聖ヤーコブス教会は、支援協会の主導で1990年から修復が行われ、2000年に再び献堂された。聖インミナ記念教会の世俗化により、聖ヤーコブス教会は2010年に再びヒンメルシュタットの教区教会となった。
- 聖インミナ記念教会
  - 1965年に近代的なコンクリート建築として建設された聖インミナ記念教会は、修復が必要となったため、2010年に世俗化されて取り壊された。その基礎壁の上に、近代的な教団センターが建設され、2010年に完成した。小さなマリア礼拝堂がかつての教会をしのばせる。
- ブドウ畑の礼拝堂「マリア・アン・デア・ケルター」
  - 1994年に建設されたブドウ畑の礼拝堂「マリア・アン・デア・ケルター」には、フランケン公女として聖母を象ったロココ様式の像が飾られている。毎年ペンテコステの月曜日にここで屋外礼拝が行われる。

### 歴史的な石灰窯
2017年、観光作業サークルによって19世紀の石灰窯が復元され、ベンチや案内板が設置された。

### 自転車道、遊歩道
ヒンメルシュタット町内には、標識が整備された遊歩道が7本ある。標識の一部は森やブドウ畑にも設置されている。遊歩道の一部は「フランケンのマリアの道」をたどる。マイン川沿いには、カールシュタットからヒンメルシュタットを経由してレッツバッハに至るトライデルプファート（直訳: 曳舟道）がある。
マイン川沿いの全長 500 km 以上に及ぶマイン自転車道が町内を通っている。

### 年中行事
- プルンクジッツンゲン（直訳: 豪華な集会）とバラの月曜日のパレード
- 五月の祝典
- ブリュッゲ祭
- 夏祭
- 収穫感謝祭
- 多くの地元のワインハウス、魚料理店、酒場が一年を通して多くの祭を開催している。
- ヒンメルシュタット・プログラムに従って、ブドウ畑のハイキングや町の歴史散策などのイベントが年間を通して開催される。

### ヒンメルシュタットのクリスマス体験とクリスマス郵便局
Himmel-stadt（天国の街）という名前であることから、1928年からクリストキント宛の手紙がこの町に送られ、返事が届けられるようなった。ヒンメルシュタットは、1986年から公式にクリスマス郵便局を開設し、大勢の無給のヘルパーが世界中からの手紙に応えている。歴史的郵便局のポストに投函された手紙にはドイツポストの特別な消印が押される。
第1、第3アドヴェントには、約50軒の商店、職人、出店者が参加する、この地域で有名なクリスマスマーケットが開かれる。その期間中、クリスマスキント宛の手紙は、市庁舎で「小天使」に直接手渡すことができる。

### クラブ、協会、団体活動
ヒンメルシュタットには19のクラブ、協会、団体が登録されており、その中には、カーニバル協会、消防団、3つの音楽クラブ、多くのスポーツクラブ、や政治団体、利益共同体がある。模型飛行機クラブは森の外れに、模型飛行機用飛行場を運営している。

### 博物館と公園

#### 歴史的郵便局
クリスマス郵便局は、橋のたもとの歴史的郵便局にあり、通年9:00から18:00までオープンしている。

#### ドイツ初の切手収集家の学習路
マイン川沿いにドイツ初の切手収集家の学習路がある。30以上の案内板が、各年のクリスマス切手や花の切手、ドイツの歴史上重要な年の特別な消印を紹介している。

#### エコロジカルなワインの学習路
やはりマイン川沿いに、厳選されたブドウがあるエコロジカルなワインの学習路が設けられている。11種類のブドウの情報が紹介されており、収穫期には試飲ができる。

#### マイン＝シュペッサルト自然展示庭園
広さ 800 m2の展示庭園は、主に地元の植物や素材で造られた庭園文化の学習・展示オブジェクトとして2017年にオープンした。

#### ブドウ畑の展望台
ヒンメルシュタットとシュテッテンのブドウ畑には、遊歩道沿いに3つの大きな展望台がある。
- レルヒェンベルクのヴァインベルク＝パビリオン
- シュテッテナー・シュタインのシュッツヒュッテ
- Terroir-f ポイント「マギシャー・オルト・デス・フランケンヴァインス」[31]

## 経済と社会資本

### 経済構造
公式統計によれば、2018年6月30日現在この町では175人の社会保険支払い義務のある就労者が働いている。このうち88人が製造業に、59人が商業および交通業に従事していた。その他の経済分野では18人が働いていた。この町に住む社会保険支払い義務のある就労者の数は合計637人であった。また、2016年に10軒の農家があった。

### 交通
連邦道 B27号線がヒンメルシュタットの東をかすめている。マイン川左岸側では、州道 St2300号線（ミュールバッハ - ヴュルツブルク）がヒンメルシュタットを通っている。
ヒンメルシュタットには、マイン川右岸にマイン＝シュペッサルト線（ヴュルツブルク - アシャッフェンブルク）の駅がある。この路線をレギオナルバーンが1時間間隔で運行している。高速鉄道ハノーファー - ヴュルツブルク線は、多くのトンネル区間でヒンメルシュタットの森を通っている。
アウトバーンへの接続道路として連邦道 B26n号線が2003年から計画されている。この道路は、ヒンメルシュタットの北のマインタールに橋を架ける計画となっている。しかし、連邦交通道路計画2030では、カールシュタットまでの区間の拡張が計画されているだけである。

### 水とエネルギー
- ヒンメルシュタットの町は、町内のフェルトミュール水源から飲料水を取水している[35]。
- ヒンメルシュタット堰では、2.60 MW の水力発電が行われている。

### 教育
この町には以下の教育機関がある。
- ツヴァーゲンヘーレ幼稚園: 定員75人に対して園児数59人（2019年現在）[36]
- 基礎課程学校: 常勤教師4人、生徒数51人（2018/19年現在）[37][38]